# La boca de la ballena
La boca de la ballena es una novela del escritor argentino Héctor Lastra publicada en 1973 por la Ediciones Corregidor de Buenos Aires. Relata una relación homosexual entre un hombre de clase alta y otro de clase baja, que transcurre en los últimos meses del gobierno peronista, a medida que se iban profundizando los enfrentamientos de clase y las acciones sediciosas antiperonistas que finalmente derrocaron al gobierno en septiembre de 1955, instalando la dictadura denominada «Revolución Libertadora». El libro se convirtió en un best-seller cuando fue publicado durante el breve período democrático abierto en mayo de 1973, bajo un gobierno peronista, que contradictoriamente premió la novela otorgándole el Tercer Premio Municipal y simultáneamente prohibió temporalmente su venta. La novela sufrió una segunda prohibición realizada por la dictadura que tomó el poder en 1976.

## Trama
El protagonista es un joven de clase alta venida a menos, descendiente de un militar «prócer» que participó en la llamada «Conquista del Desierto» (por la que Argentina conquistó los territorios indígenas ubicados en la pampa y la Patagonia), radicalmente antiperonista como toda su familia, que vive en una casona señorial pero mal mantenida de la localidad de San Isidro y mantiene una relación homosexual con Pedro, un hombre de su misma edad pero de clase baja, peronista como su madre, que vive cerca de la casona pero en «el bajo», la zona inundable en la que se levanta una villa miseria.
La relación entre el protagonista y Pedro, aquel de clase alta y este de clase baja, con ideologías políticas enfrentadas, transcurre en los últimos meses del gobierno peronista (1953-1955), en medio de los movimientos sediciosos antiperonistas que finalmente derrocaron al peronismo en septiembre de 1955, instalando la dictadura autodenominada «Revolución Libertadora».